# 高津入口

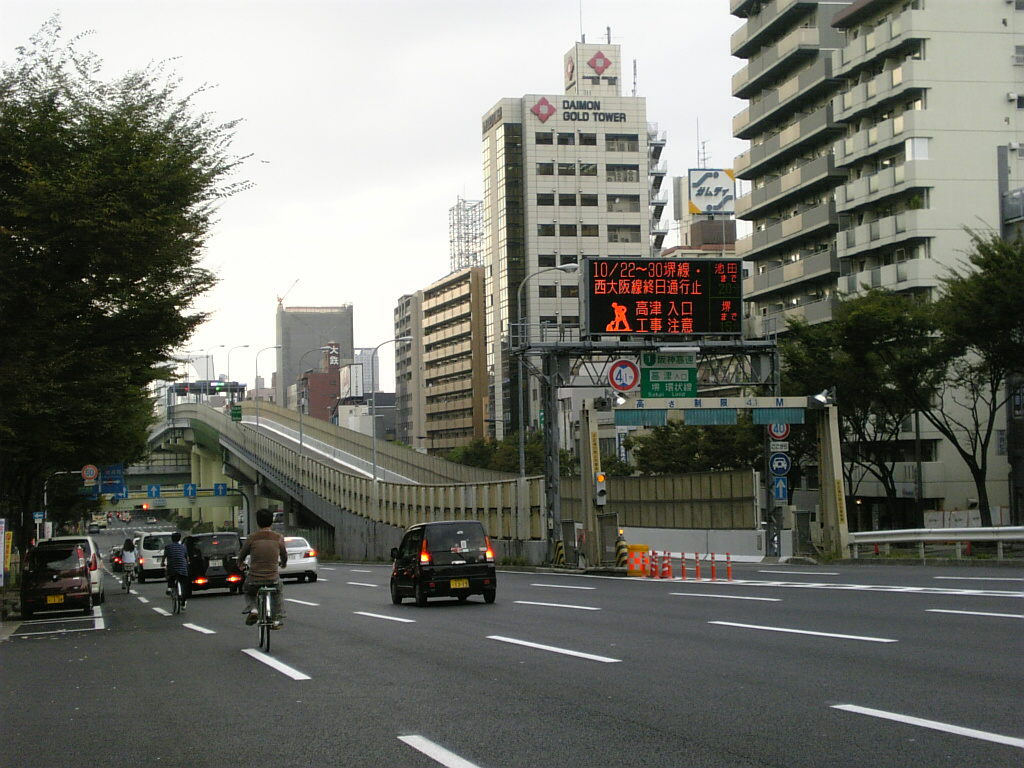
高津入口

高津入口（こうづいりぐち）は、大阪市中央区の阪神高速道路15号堺線の入口。堺方面のみ接続するハーフICである。

## 道路
- 阪神高速15号堺線（路線番号は環状線内側に当たる区間（高津～湊町）は「1」を表示しているため「1-11」である）

## 料金所

### 高津料金所
- ブース数：2
  - ETC専用：1
  - ETC/一般：1

## 接続する道路
- 千日前通

## 周辺
- 阪神高速1号環状線 道頓堀出口
- Osaka Metro 谷町線 谷町九丁目駅
- Osaka Metro千日前線 谷町九丁目駅
- Osaka Metro千日前線 日本橋駅
- Osaka Metro堺筋線 日本橋駅
- 高津宮
- 生国魂神社
- 日本橋
- 近鉄百貨店
- シェラトン都ホテル大阪
- 大阪赤十字病院

## 隣
阪神高速1号環状線
(1-10)道頓堀出口 - 高津JCT - (1-11)高津入口 - (1-12)夕陽丘出入口
1号環状線夕陽丘方面、14号松原線方面へは行くことができない（迂回除く）。
阪神高速15号堺線
(1-11)高津入口 - 高津JCT - 湊町JCT - (15-01)湊町出入口